# Frank Kurtz
Frank Allen Kurtz Jr. (* 11. September 1911 in Rockford, Illinois; † 31. Oktober 1996 in North Hollywood, Kalifornien) war ein US-amerikanischer Wasserspringer und Pilot der US Air Force.

## Jugend und sportliche Karriere
Frank Kurtz wurde in Davenport, Iowa, geboren. Nachdem er wegen der Schläge seines Stiefvaters mit zwölf Jahren von zu Hause fortgelaufen war, erarbeitete er sich seinen Lebensunterhalt als Zeitungsverkäufer. Kurtz wurde zeit seines Lebens eine gewinnende Art und großer Charme attestiert. Auch hierdurch kam er nun mit Gönnern des Kansas City Athletic Club in Kontakt, die ihn in den Club und so zum Turmspringen brachten. Bei einem Treffen mit Johnny Weissmüller fragte er diesen, wie er sportlich erfolgreich werden könne. Auf den Rat, sich einen Trainer wie Clyde Swendsen zu suchen, suchte er diesen auf und wurde ab dann von jenem trainiert.
Neben einem AAU-Titel vom 10-Meter-Brett im Jahr 1933 konnte sich Kurtz für drei Olympische Spiele qualifizieren. Bei den Spielen 1932 in Los Angeles konnte der damals 20-jährige Sportler die Bronze-Medaille vom 10-Meter-Brett erringen. Auf dem Weg zu seiner zweiten Olympiateilnahme verletzte er sich auf der Anreise zu den Spielen 1936 in Berlin schwer an der Schulter. Obwohl seine Trainer ihm daraufhin von einer Teilnahme abrieten, erreichte er vom 10-Meter-Brett den 5. Platz. Auch für die Spiele 1940 in Helsinki war Kurtz qualifiziert. Diese wurden jedoch wegen des begonnenen Weltkrieges abgesagt.

## Weiteres Leben
Neben dem Turmspringen war Kurtz ein erfolgreicher Pilot. Vor dem Weltkrieg hielt er im Junioren-Bereich mehrere Geschwindigkeitsrekorde. Um seine fliegerischen Fähigkeiten weiter zu trainieren, schloss Kurz sich der US Air Force an, in der er 24 Jahre dienen sollte. Er flog zu Beginn Einsätze im Pazifik und später in Europa. Kurtz wurde dabei mehrfach ausgezeichnet und bis in den Rang eines Colonels befördert. Nach seiner militärischen Karriere nahm er einen Job bei der Firma von William May Garland an und unterstützte später die erfolgreiche Bewerbung der Stadt Los Angeles für die Olympischen Spiele 1984.
Aus seiner Ehe mit Margret Kurtz ging die Tochter Swoosie Kurtz hervor. Ihren Namen erhielt diese von dem von Kurtz geflogenen B-17-Bomber „Swoose Goose“.

## Auszeichnungen
Kurtz wurde neben seinen militärischen Auszeichnungen auch sportlich hoch geehrt. So wurde er im Jahr 2012 in die International Swimming Hall of Fame aufgenommen.